# Marius Lampert

Marius Lampert (1971)

Marius Lampert (* 25. Februar 1902 in Ardon; † 30. März 1991 ebenda, katholisch, heimatberechtigt in Ardon) war ein Schweizer Politiker (CVP).

## Biografie
Marius Lampert kam am 25. Februar 1902 in Ardon als Sohn des Landwirts Camille Lampert und der Odile geborene Clemenzo zur Welt. Nach dem Besuch der  Handelsschule in Sion schloss er ein Studium der Wirtschaftswissenschaften an der Universität Genf mit dem Lizentiat ab. Dazu erwarb er das Diplom des Verbandes Schweizerischer Bücherexperten.
In der Folge unterrichtete er von 1930 bis 1953 Handelswissenschaften an der Handelsschule in Sion. Daneben fungierte Lampert 1952 als Mitgründer des Walliser Weinwirtschaftsverbands sowie von 1941 bis 1953 als Mitglied des Zentralkomitees des Schweizerischen Obstverbands in Zug.
Marius Lampert war verheiratet mit Marie-Eugénie geborene Clemenzo. Er verstarb am 30. März 1991 einen Monat nach Vollendung seines 89. Lebensjahres in Ardon.

## Politische Karriere
Als Mitglied der Konservativen Partei amtierte Lampert auf kommunaler Ebene von 1932 bis 1952 als Gemeindepräsident in Ardon. Auf kantonaler Ebene war er zunächst von 1949 bis 1953 im Walliser Grossrat vertreten, bevor er zwischen 1953 und 1969 im Staatsrat das Departement des Innern und der Landwirtschaft leitete. Darüber hinaus nahm er von 1955 bis 1975 Einsitz in den Ständerat, davon zwischen dem 27. November 1972 und dem 26. November 1973 als Ständeratspräsident.
Als Interessenvertreter des Bauernstandes hatte Marius Lampert zahlreiche Mandate in allen landwirtschaftlichen Bereichen der Schweiz inne.